# Naka Tatsuya
Naka Tatsuya (中 達也 Trung Đạt Dã) (sinh 1964) là một võ sư Karate người Nhật Bản. Ông hiện là Ủy viên Ban chấp hành Liên đoàn Karate toàn Nhật Bản (JKF), Huấn luyện viên thuộc Tổng hành dinh Hiệp hội Karate Nhật Bản (JKA). Ông hiện đang mang huyền đai thất đẳng của JKA.

## Sự nghiệp
Naka Tatsuya sinh ngày 29 tháng 5 năm 1964 tại Tokyo. Ông bắt đầu luyện tập bộ môn karate hệ phái Wadōkai từ năm 13 tuổi. Ở trường Trung học, ông là thành viên của Câu lạc bộ Karate trường Trung học Meguro. Lên đại học, ông là thành viên Câu lạc bộ Karate trường Đại học Takushoku, một trong những cái nôi của hệ phái Shotokan.
Sau khi tốt nghiệp đại học, ông trở thành nghiên cứu sinh tại Hiệp hội Karate Nhật Bản và tốt nghiệp đứng thứ 28. Từ đó, ông bắt đầu sự nghiệp của một võ sư Karate chuyên nghiệp.

## Thành tích ở các giải đấu lớn
- Giải vô địch Karate JKA toàn Nhật Bản lần thứ 35 (1992)

Hạng nhất kumite
- Giải vô địch Shoto World Cup Karate lần thứ 4 (Tokyo, 1992)

Hạng 3 kumite
- Giải vô địch Karate JKA toàn Nhật Bản lần thứ 43 (2000)

Hạng 3 kumite

## DVD
Naka Tatsuya đã cho xuất bản nhiều DVD có chủ đề về Karate như:
- 『中達也のベスト空手 中丹田操作による運胴』（チャンプ、2009年）
- 『中達也のベスト空手2 武道空手身体操作奥伝』（チャンプ、2010年）
- 『ENTER OF BUDO KARATE』（東映、2015年）
- 『JKA WORLD』（東映、2015年）
- 『GREAT JOURNEY OF KARATE』（東映、2016年）
- 『Kuro-obi Dream』（東映、2016年）
- 『GREAT JOURNEY OF KARATE2』（東映、2017年）
- 『大いなる遺産～空手の流儀～GREAT LEGACY OF KARATE』（東映、2017年）
- 『GREAT JOURNEY OF KARATE3』（東映、2018年）

## Điện ảnh
Naka Tatsuya cũng tham gia diễn xuất trong một số bộ phim võ thuật,  trong đó ông thường thủ vai một cao thủ Karate siêu phàm, như
- Kuro Obi (黒帯, tựa tiếng Anh: Black Belt), 2007, với vai diễn Taikan
- High Kick Girl! (ハイキック・ガール!, Hai kikku Garu!), 2009, với vai diễn Matsumura Yoshiaki
- Karate Girl (KG カラテガール), 2011, với vai diễn Kurenai Tatsuya